# SuG
SuG（サグ）為日本視覺系樂團，成員包含吉他手masato、主唱武瑠、吉他手yuji、貝斯手Chiyu、鼓手shinpei。此樂團於2006年組成，2007年1月12日正式開始活動，2010年1月27日正式出道，於2017年12月20日官方正式宣布樂團解散。

## 成員
- 主唱：武瑠（たける）

本名宮本武瑠
[前所屬樂團:Dizzy×Glow → トラベル]
負責作詞、樂團的藝術工作。PV監督。
- 吉他手：masato（まさと）

[前所屬樂團(括號內為前藝名):トラベル（正人）]
- 吉他手：yuji（ゆうじ）

[前所屬樂團:トラベル]
樂團的主要作曲者，超過半數的作品為yuji所做。
- 貝斯手：Chiyu（ちゆ）

[前所屬樂團（括號內為前藝名）:LUSIA → Arc（我拉） → ナナ（Chiyu）]
- 鼓手：shinpei（しんぺい）

[前所屬樂團（括號內為前藝名）:シリウス(晉) → 胡蝶ノ夢（晉平）、Seciliaルナ（サポート/晉）]
- 經紀人：野村尚樹(のむら なおき)

暱稱のむさん(Nomu san)

### 舊成員
- 貝斯手：渉歌（しょうた）

2007年2月16日高田馬場AREA公演時退出
在加入SuG前所參與的樂團為AmeriA
- 鼓手：MITSURU（みつる）

因音樂理念不合，於2009年5月9日ONEMAN LIVE退出。
在加入SuG前所參與的樂團為Retina

## 簡歷
- 於2006年2月由吉他手masato、主唱武瑠、吉他手yuji組成。

- 於2006年11月鼓手葵熾 加入，並改名為MITSURU。

- 於2007年初結成，並在2007年1月12日首次公演。

- 於2007年2月16日貝斯手涉歌退出。

- 於2007年2月22日貝斯手Chiyu加入。

- 於2009年5月9日鼓手MITSURU退出。

- 於2009年9月3日鼓手shinpei加入。

- 於2010年1月27日正式出道

- 主唱武瑠的服裝品牌「million $ orchestra」於2010年3月9日創立

- 於2012年10月8日發表將離籍經紀公司PSC，並將在同年12月29日國立代代木第二體育館的演唱會後活動休止

- 於2012年12月29日在國立代代木第二體育館的演唱會後正式開始活動休止

- 主唱武瑠於2013年11月20日以浮気者(UWAKIMONO，意指花心者)名義開始SOLO活動

- 於2013年12月29日用與去年同一時間同一地點的演唱會向大家宣告活休結束、SuG回來了

- 於2014年2月19日發行睽違1年5個月、復活後第一張單曲“MISSING”

- 於2015年1月12日舉行SuG 8周年活動

- 主唱武瑠於2015年2月4日宣布因要進行扁桃腺手術個人暫時活動休止

- 2015年3月3日 支援主唱SHIGERU現身，其身分是日本資深歌手松崎しげる

- 於2015年3月4日發行睽違三年之新專輯"BLACK"

- 2016年6月25日來台舉辦SuG LIVE「VIRGIN」台北場[1]

- 2016年6月26日舉辦台北Fan Meeting[2]

- 2017年7月31日宣布在9月2日武道館演出後，將無限期活休

- 2017年12月20日 官方正式宣布樂團解散

## 發行作品

### SINGLE/單曲

#### 獨立樂團時期
1. Scheat （2007年8月1日）
2. 夢際ダウナー/虛言癖 （2007年9月2日） 會場限定販售
3. Alterna. （2007年9月5日）
4. 虜ロォルカラァ （2008年12月3日）
5. 39GalaxyZ （2009年4月15日）
6. Life♥2Die （2009年10月14日）
7. P!NK masquerade. （2009年11月18日）

#### 主流出道
1. gr8 story （2010年1月27日） 動畫『家庭教師HITMAN REBORN!』片尾曲
2. 小悪魔Sparkling （2010年6月30日） TV『あらびき団』2010年6.7月份片尾曲
3. R.P.G.〜Rockin' Playing Game （2010年9月1日） 動畫『FAIRY TAIL』片頭曲
4. 無条件幸福論（2010年11月17日） DVD單曲
5. Crazy Bunny Coaster（2011年1月12日）
6. ☆ギミギミ☆（2011年6月15日）電影『ポールダンシングボーイ☆ず』主題曲、TV『お願い！ランキング』2011年6月份片尾曲、泰國飲料"Chakulza"廣告曲
7. Toy Soldier（2011年10月26日）TV『マツコの知らない世界』片尾曲
8. 不完全Beautyfool Days（2012年2月1日）
9. sweeToxic（2012年9月19日）
10. MISSING（2014年2月19日）
11. B.A.B.Y.（2014年7月23日）
12. CRY OUT(2014年11月19日)

### ALBUM/專輯

#### 獨立樂團時期
1. I SCREAM PARTY （2007年12月19日）
2. n0iZ stAr （2008年5月14日）
3. Punkitsch （2008年9月3日）

#### 主流出道
1. TOKYO MUZiCAL HOTEL （2010年3月9日）
2. Thrill Ride Pirates（2011年3月9日）
3. Lollipop Kingdom(2012年4月25日)
4. BLACK(2015年3月4日)

### LIVE DVD

#### 獨立樂團時期
1. Peace&Smile Carnival 2009年4月15日(內容為PS COMPANY旗下樂團共同演出)
2. MEMORIAL DVD (2000張限定販售)
3. 西寺実 Presents HARDなYAON2009 2009年6月24日 (參與演出者:西寺実/EARTHSHAKER / SHOW-YA / X.Y.Z.→A / SCREW / SuG /山本恭司/ 寺沢功一 / 宮脇Joe和史 / 笹路正徳 /田川ヒロアキ 等...)

#### 主流出道
1. SuG TOUR 2010"TOKYO MUZiCAL HOTEL" 2010年8月25日 (2010年5月9日 赤坂BLITZ LIVE)
2. SuG TOUR 2011"TRiP～welcome to Thrill Ride Pirates～" 2011年9月21日 (2011年5月1日C.C.Lemonホール LIVE)
3. VIP POP SHOW（2012年3月21日）
4. SuG TOUR 2012 "The Lollipop Kingdom Show"（2012年10月10日）
5. SuG Oneman Show 2012 "This iZ 0"（2013年4月10日）
6. SuG oneman show 2013 "update ver.0"（2014年4月16日）
7. SuG VersuS -極悪SuG VS 極彩SuG (2015年1月28日)

### 精選
1. SuG BEST 2010~2012（2013年3月6日）

### 台壓
由豐華唱片代理發行

### 實體發行
1. TOKYO MUZiCAL HOTEL「東京歡樂大飯店」 初回盤(2010年3月12日)
2. 「小惡魔Sparkling」初回盤(2010年7月9日)
3. 「R.P.G.～Rockin' Palying Game」初回盤(2010年9月3日)
4. 「無條件幸福論」GOLD、SILVER盤(2010年11月26日)
5. 「Crazy Bunny Coaster」初回A、B盤(2011年1月14日)
6. 「Thrill Ride Pirates」初回盤(2011年3月11日)
7. 「☆ギミギミ☆」初回A、B盤(2011年6月17日)
8. 「Toy Soldier」初回A、B盤(2011年10月28日)
9. 「不完全Beautyfool Days」初回A、B盤（2012年2月10日）
10. 「SuG Oneman Show 2011 VIP POP SHOW」（2012年3月30日）
11. 「Lollipop Kingdom」初回盤（2012年4月27日）
12. 「sweeToxic」初回A盤（2012年9月21日）
13. 「SuG TOUR 2012 The Lollipop Kingdom Show」（2012年10月19日）
14. 「SuG Oneman Show 2012 This iZ 0」（2013年4月19日）
15. 「SuG oneman show 2013 update ver.0」（2013年4月18）

### 數位發行
1. I 狂 U / UWAKIMONO
2. MISSING
3. B.A.B.Y.
4. CRY OUT
5. BLACK

## 外部連結
- SuG官方網站（页面存档备份，存于）
- SuG官方推特（页面存档备份，存于）
- SuG官方LINE
- 武瑠AMEBA（页面存档备份，存于）
- 武瑠官方推特（页面存档备份，存于）
- masato官方推特（页面存档备份，存于）
- Chiyu官方推特（页面存档备份，存于）
- shinpei官方推特（页面存档备份，存于）
- 經紀人のむさん推特（页面存档备份，存于）